# Joe King Carrasco
Joe „King“ Carrasco (* als Joseph Teutsch in Dumas, Texas) ist ein US-amerikanischer Gitarrist und Rockmusiker, der mit seiner Nuevo Wavo genannten Musikmischung aus Tex-Mex, Rock ’n’ Roll, New Wave und Garagenrock bekannt wurde.
Nachdem Carrasco bereits seit Ende der 1960er Jahre in diversen Bands gespielt hatte, gründete er 1976 seine erste eigene Band El Molino, der u. a. auch Augie Meyers und Mitglieder der West Side Horns angehörten. Das Debüt-Album Joe King Carrasco & El Molino (1978) ließ Carrasco selbst pressen und nannte das Label Lisa Records – nach seiner damaligen Freundin. Schnell wurde die auf 5000 Stück limitierte Platte, die den Tex-Mex-Sound des Sir Douglas Quintet wiederbelebte und mit Garagenrock verband, zu einem begehrten Objekt des Undergrounds.
1979 gründete Carrasco The Crowns und trat vor allem in der Clubszene von New York City auf. Seine Musik nannte er nun Nuevo Wavo. Auf der Bühne trug Carrasco meist Mantel und Krone. Als eine der ersten amerikanischen Bands wurden Joe King Carrasco And The Crowns 1980 vom englischen Label Stiff Records unter Vertrag genommen. In der Folgezeit konnte Carrasco mit seiner Band auf ausgedehnte Tourneen in Europa sowie Nord- und Südamerika gehen. Auf seinem vom Reggae beeinflussten Album Synapse Gap (1982), mit dem er zum Major-Label MCA wechselte, sang ein gewisser Michael Jackson die Background-Harmonien.
Sowohl Synapse Gap als auch der Nachfolger Party Weekend (1983) schafften es nicht in die Charts und so nahm Carrasco nun wieder für kleinere Labels auf. Nachdem Carrasco Mitte der 1980er Jahre einige Zeit in Nicaragua gelebt hatte, wurde der Latin-Einfluss auf seinen folgenden Platten Border Town (1985) und Bandido Rock (1987) größer. Seine neue Mischung nannte Carrasco nun Tequila Reggae. Die Begleitband hieß inzwischen Las Coronas.
Seit den 1990er Jahren wurde es ruhiger um Carrasco. Er nahm nur noch sporadisch auf und veröffentlichte seine Alben im Eigenvertrieb. 1995 veröffentlichte MCA die 18-Track-Kompilation Anthology, die allerdings nur die beiden LPs Synapse Gap und Party Weekend berücksichtigt. 1996 tauchte Carrasco als Gastmusiker auf der CD Four Aces der Texas Tornados auf, die sein Tell Me coverten. Zuletzt war er mit einer Coverversion von Adios Mexico auf dem Doug Sahm-Tribut-Album Keep Your Soul (Vanguard, 2009) zu hören.
Der selbsternannte „King of Tex-Mex“ ist auch als Filmemacher tätig und veröffentlichte 2008 seinen Film Rancho No Tengo, in dem er als Produzent, Regisseur, Hauptdarsteller und Soundtrack-Komponist ein Erscheinung trat, auf DVD.
Joe King Carrasco tritt auch heute noch mit seiner Partymusik regelmäßig auf. Meist in der Nähe seiner Wahlheimat Puerto Vallarta.

## Diskografie
- Joe King Carrasco & El Molino (1978)
- Tales From The Crypt (1979)
- Joe 'King' Carrasco & The Crowns (1980)
- Party Safari (1981)
- Synapse Gap (1982)
- Party Weekend (1983)
- Bordertown (1985)
- Viva San Antone (Live-EP) (1985)
- Bandido Rock (1987)
- Royal Loyal And Live (1990)
- Dia De Los Muertos (1993)
- Anthology (1995)
- Hot Sun (1999)
- Hay Te Guacho Cucaracho (2000)
- Rancho No Tengo Movie Soundtrack (2008)